# Bulbophyllum tentaculiferum
Bulbophyllum tentaculiferum är en orkidéart som beskrevs av Rudolf Schlechter. Bulbophyllum tentaculiferum ingår i släktet Bulbophyllum och familjen orkidéer. Inga underarter finns listade i Catalogue of Life.